# 채용신
채용신(蔡龍臣, 1850년 2월 4일~1941년)은 조선 후기의 초상화가. 호는 석지(石芝), 본관은 평강(平康)이다. 호는 석지 또는 석강이다. 벼슬은 종이품(從二品)에 이르렀으며 그림은 산수, 인물, 영모 모두 잘 그렸다. 특히 초상화에 뛰어나서  고종황제 어진을 그린 것을 비롯하여 조선시대 역양화 기법의 영향을 보이는데 이것은 일본을 거쳐서 파급된 외래양식의 수용으로 보인다. 1893년 부산진 수군첨절제사, 1896년 돌산진 수군첨절제사를 지냈다. 1900년에 태조, 숙종, 영조, 정조, 순조, 헌종의 어진을 그렸고, 1901년에는 고종의 어진까지 그렸다. 이때 고종에게 석강이라는 호를 받았고, 경상북도 칠곡군 군수로 부임했으며, 많은 생필품까지 선물받으며 혜택을 누렸다. 1905년에 충청남도 정산군 군수로 부임했다가 1906년 사직하고 전라도로 낙향한 후 1941년까지 35년간 수많은 작품을 그렸다. 또 조선 시대 초상화에서는 거의 볼 수 없는 인물의 오른쪽 얼굴도 그렸는데, 황현 초상과 운낭자상이 그렇다. 또 그의 그림에는 우국지사의 초상화가 많다.
그의 초기 초상화는 극세필을 사용하여 얼굴의 육리문 묘사에 주력하고, 많은 선을 사용하여 요철, 원근, 명암을 묘사하는 것이 특징이다. 그가 1911년에 그린 전우의 초상은 세필을 사용하여 얼굴의 요철을 표현하고 필선으로 얼굴의 음영과 원근을 표현한다. 1910년대 중반부터는 서양화처럼 면적으로 얼굴을 묘사한다.

## 작품

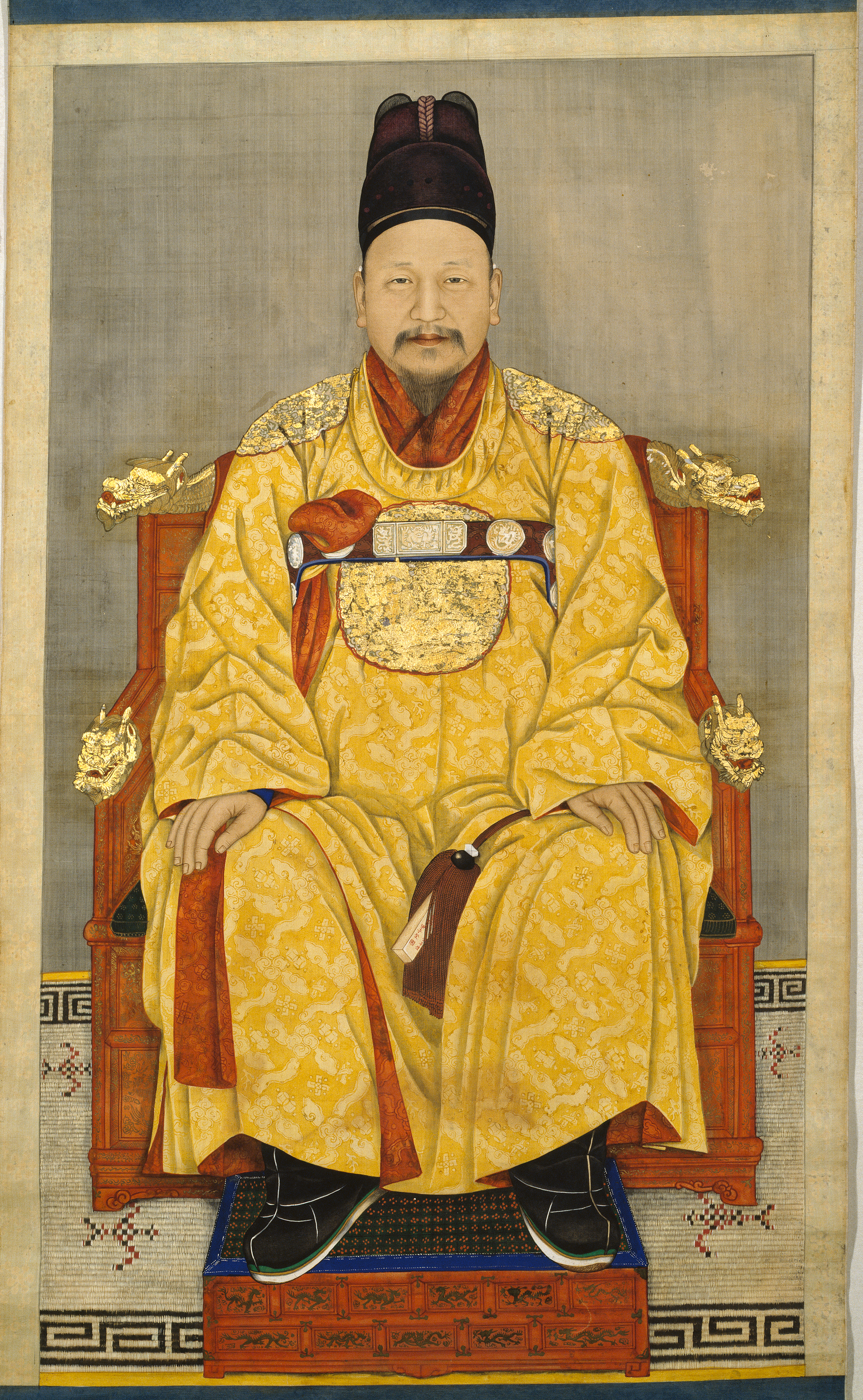
〈고종 어진〉
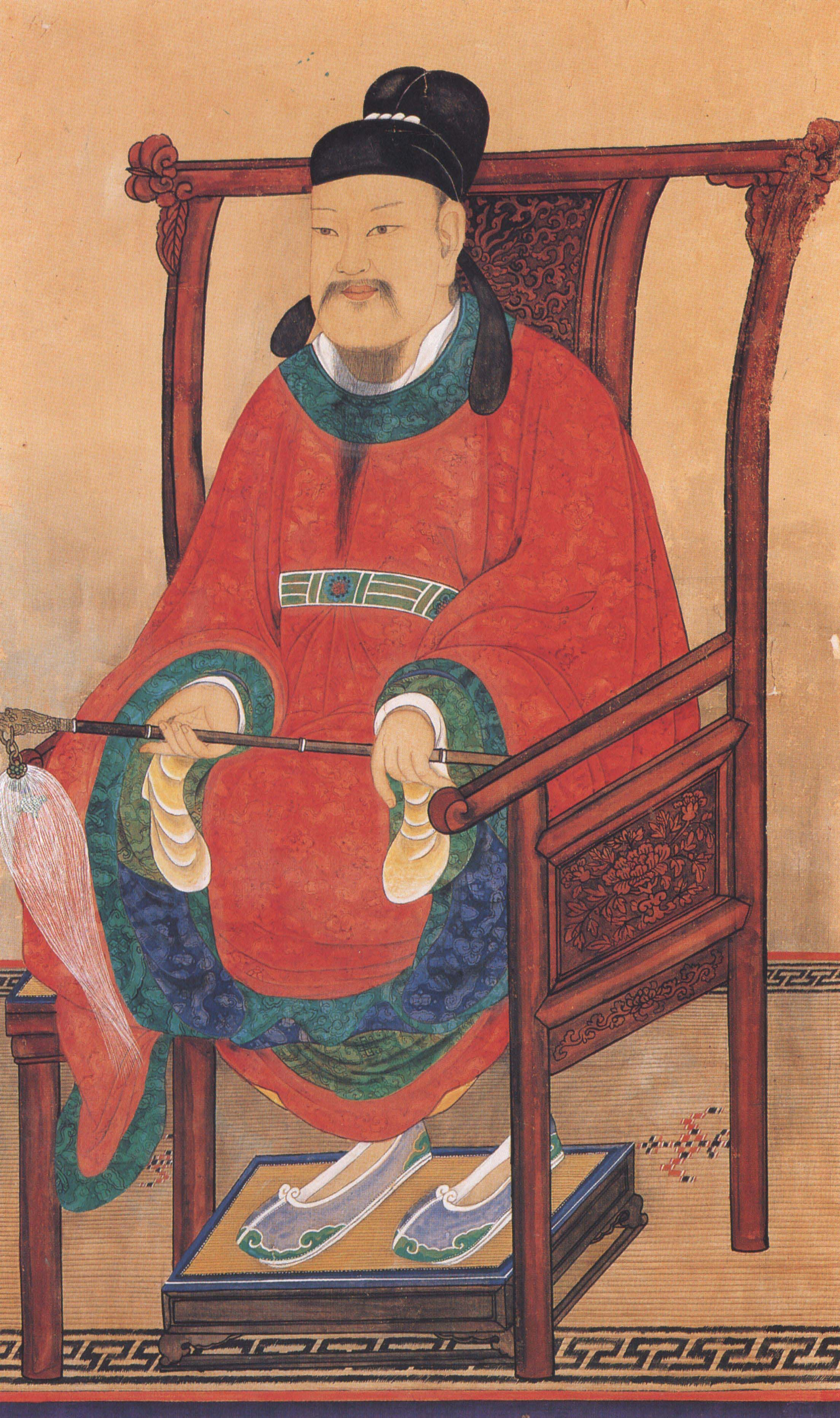
〈최치원 초상〉
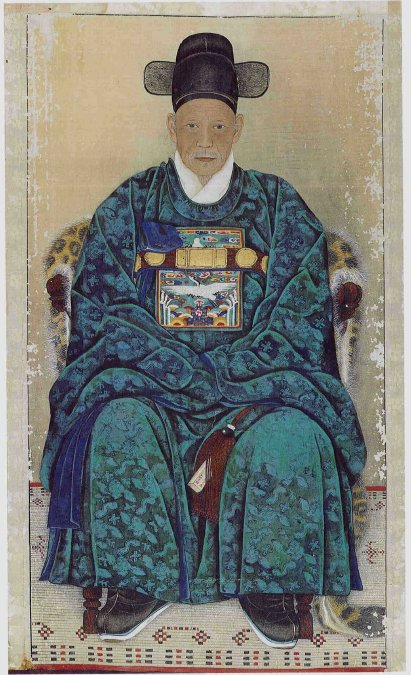
〈최익현 초상〉
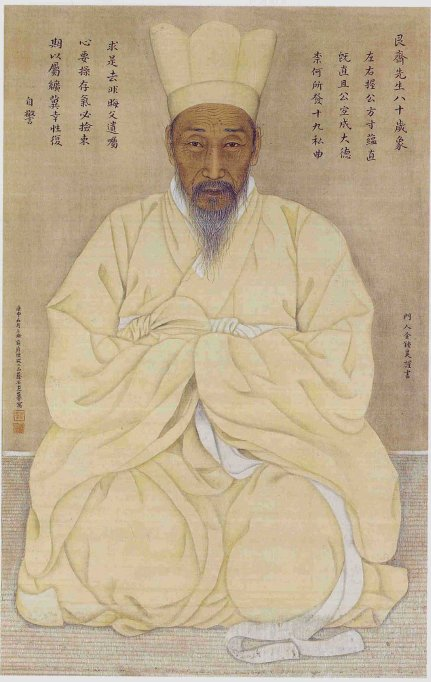
〈전우 초상〉
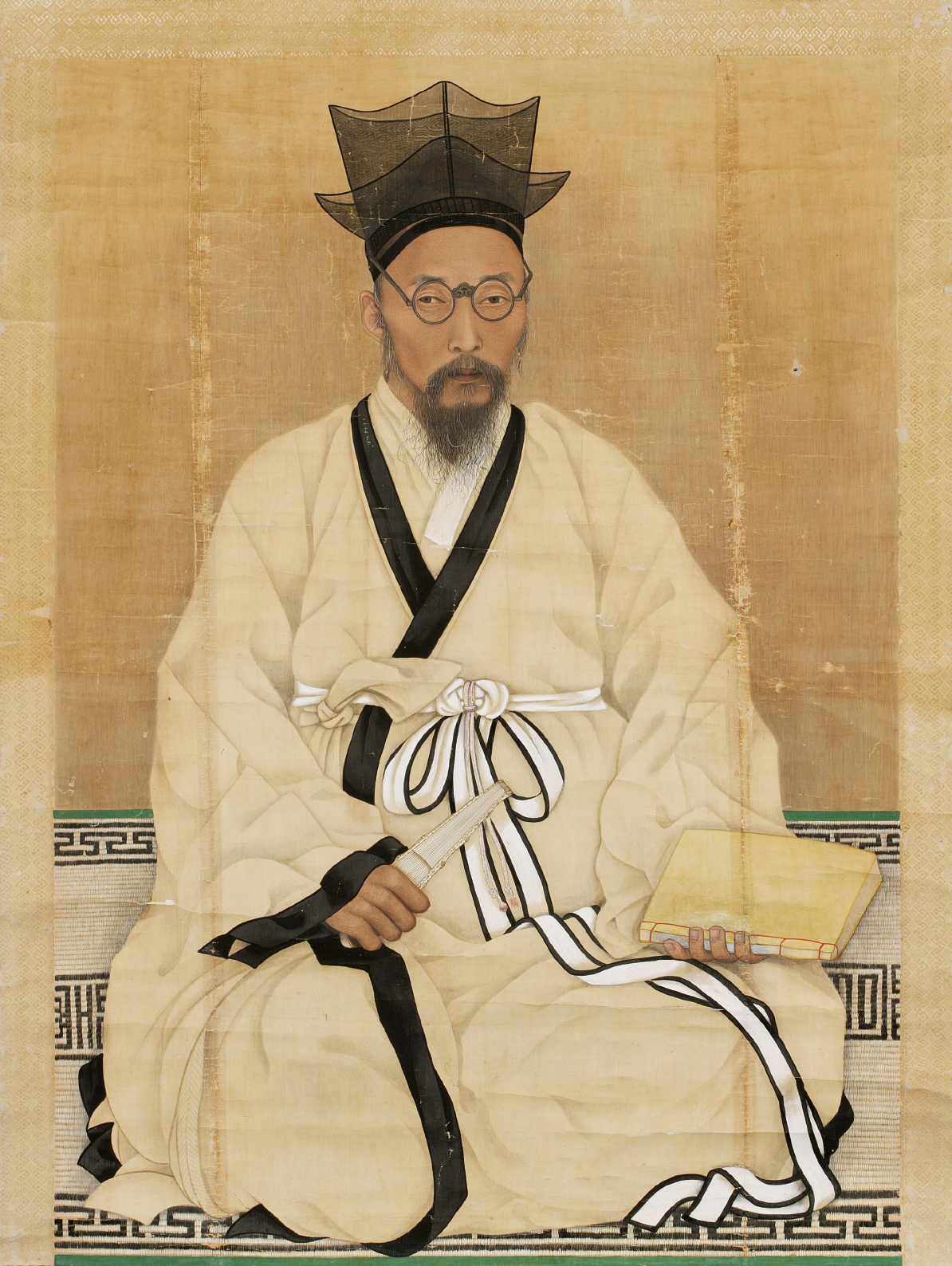
〈황현 초상 및 사진〉, 보물 제1494호
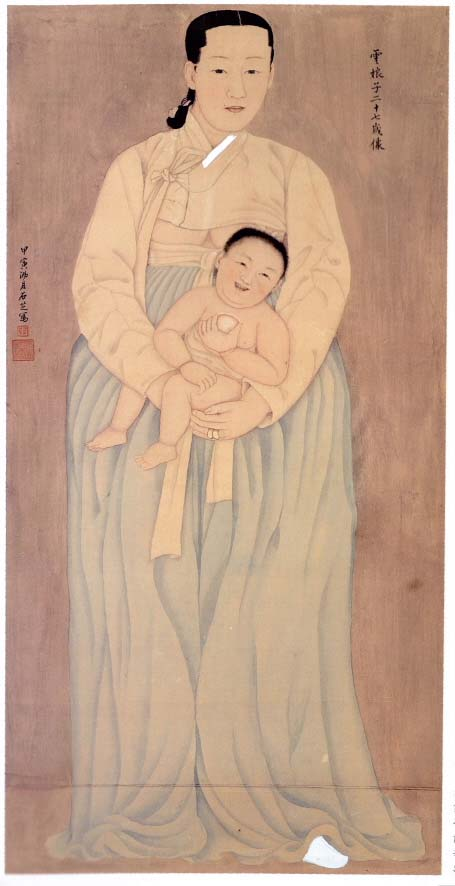
〈운낭자상〉, 국가등록문화재 제486호
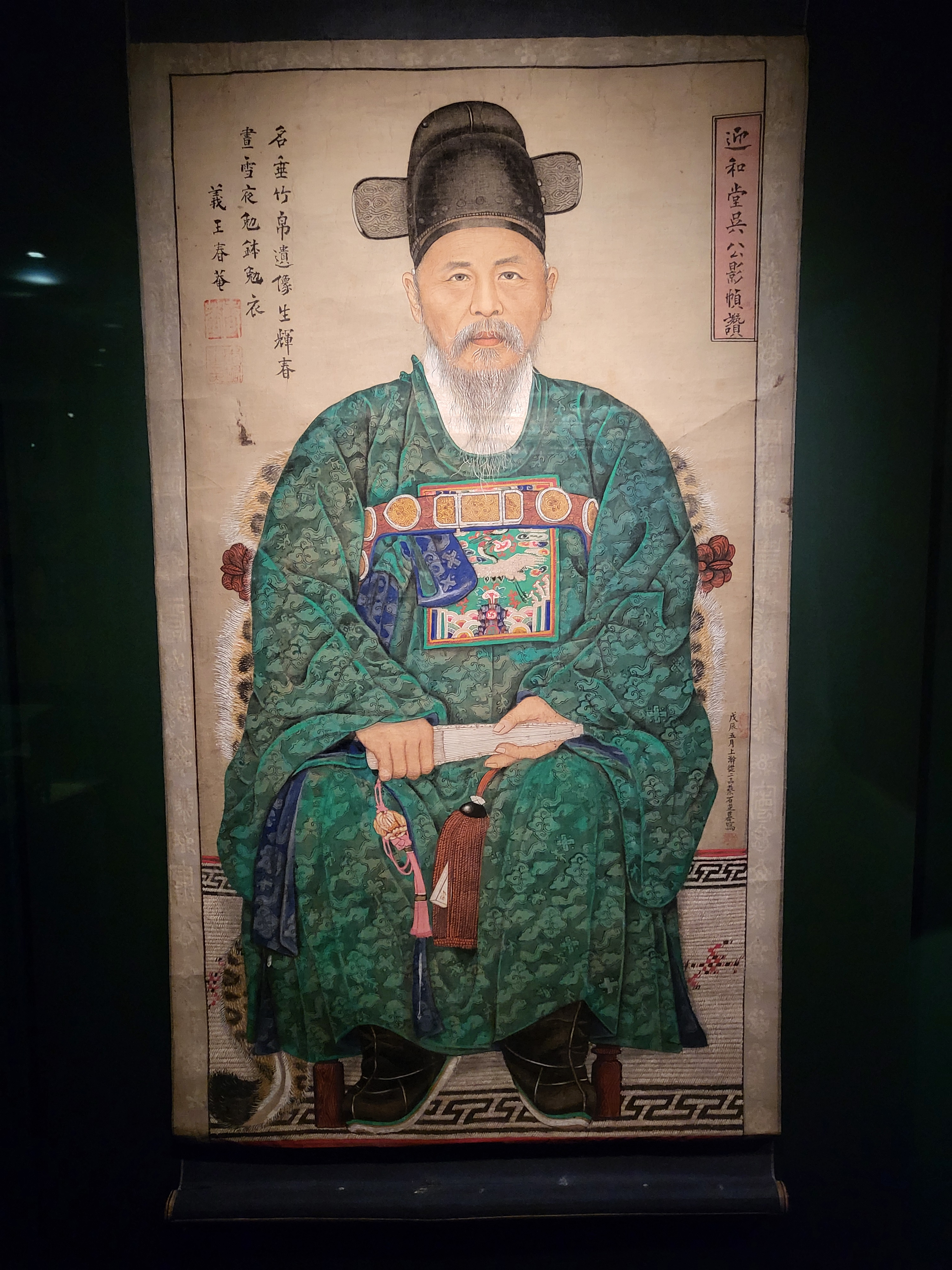
〈오계엽 초상〉

그의 초상화 작품으로는 <최치원 초상(崔致遠肖像)> <최익현 초상(崔益鉉 肖像)> <전우 초상(田愚肖像)> <운낭자 초상(雲娘子肖像)> 등 다수가 있다.
- 이덕응 초상화 - 전라북도 유형문화재 제224호
- 신기영 초상화 - 전라북도 유형문화재 제225호
- 조병순 초상화 - 전라북도 유형문화재 제226호
- 화순 춘산영당 최익현 초상 - 전라남도 유형문화재 제313호
- 간재 전우 초상화 - 경상남도 유형문화재 제540호
- 정제용 초상 - 경상남도 유형문화재 제532호